# Sourzac
 Sourzac  (en occitano Sorzac) es una población y comuna francesa, situada en la región de Aquitania, departamento de Dordoña, en el distrito de Périgueux y cantón de Mussidan.

## Demografía
| 986 | 1015 | 1020 | 1020 | 1011 | 1032 | 1093 | 1107 | 1106 |
| Para los censos de 1962 a 1999 la población legal corresponde a la población sin duplicidades (Fuente: INSEE [Consultar]) |      |      |      |      |      |      |      |      |

## Lugares de interés
- Iglesia  de Saint-Pierre et Saint-Paul, románica en origen y reconstruida en el siglo XV en gótico. Es monumento histórico de Francia.
- Cueva de Gabillou, con grabados rupestres del paleolítico superior. Es monumento histórico de Francia.